# Dekanat Południowy (archidiecezja Matki Bożej w Moskwie)
Dekanat Południowy – jeden z 3 dekanatów wchodzących w skład Regionu duszpasterskiego Centralnego rzymskokatolickiej archidiecezji Matki Bożej w Moskwie w Rosji. 
Według stanu na kwiecień 2018 w skład dekanatu Południowego wchodziło 6 parafii rzymskokatolickich. 
Terytorium dekanatu Południowego znajduje się na terenie obwodów: kurskiego, lipieckiego, tulskiego.

## Parafie
W skład dekanatu Południowego wchodzą następujące parafie: 
- Briańsk – Parafia Matki Bożej Nieustającej Pomocy w Briańsku
- Kaługa – Parafia św. Jerzego w Kałudze
- Kursk – Parafia Zaśnięcia Najświętszej Maryi Panny w Kursku
- Orzeł – Parafia Niepokalanego Poczęcia Najświętszej Maryi Panny w Orle
- Riazań – Parafia Niepokalanego Poczęcia Najświętszej Maryi Panny w Riazaniu
- Tuła – Parafia Narodzenia Najświętszej Maryi Panny w Tule

Na terenie dekanatu Południowego znajdują się kościoły dojazdowe w: Weniowie, Kurczatowie, Lipiecku, Nowomoskowsku.